# Lac-Sergent
Lac-Sergent es una localidad con el estatus de ciudad en la provincia de Quebec, Canadá. Está ubicada en el condado regional de Portneuf y a su vez, en la región administrativa de la Capitale-Nationale. Hace parte de las circunscripciones electorales de Portneuf a nivel provincial y de Portneuf a nivel federal.

## Geografía
Lac-Sergent se encuentra ubicada en las coordenadas 45°51′00″N 71°44′00″O / 45.85000, -71.73333. Según Statistics Canada, tiene una superficie total de 3,73 km² y es una de las 1135 municipalidades en las que está dividido administrativamente el territorio de la provincia de Quebec.

## Demografía
Según el censo de 2011, había 466 personas residiendo en esta localidad con una densidad poblacional de 125 hab./km². Los datos del censo mostraron que de las 423 personas censadas en 2006, en 2011 hubo un aumento poblacional de 43 habitantes (10,2%). El número total de inmuebles particulares resultó de 416 con una densidad de 111,53 inmuebles por km². El número total de viviendas particulares que se encontraban ocupadas por residentes habituales fue de 212.